# Saint-Avertin
Saint-Avertin è un comune francese di 14 376 abitanti, situato nel dipartimento dell'Indre e Loira nella regione del Centro-Valle della Loira.

## Storia
Il suo nome originale era Vençay, ma nel XIV secolo prese il nome attuale da sant'Avertino, eremita ivi deceduto in odore di santità nel 1189, riprendendo poi il nome originale solo per il periodo della rivoluzione.

## Società

### Evoluzione demografica
Abitanti censiti